# 谭炳训
谭炳训（1907年12月—1959年3月16日），山东济南人，中国建筑学家，历任青岛市工务局技正、北平市工务局局长、庐山管理局局长，中国市政工程学会发起人之一。

## 生平
1931年毕业于天津北洋大学，毕业后出任青岛市工务局技正，并在工作之余翻译了苏联国家设计委员会出版的《苏联五年计划》，首次向中国国内引介苏联的技术成果。1933年因发表《初步国防工业建设大纲》受到时任北平政务委员会委员长黄郛，提拔至北平担任工务局，次年出任局长，在任期间主持了天坛和北京城墙的修缮工作。1935年因日本侵华局势离开北平，1936年4月调任庐山管理局局长，不仅改善了庐山的基础设施，还并在任上提议开创国家公园制度，提议将庐山改建为中国第一个国家公园。1937年抗战爆发后，升任江西公路处处长。谭炳训在赣任职期间，与同期在赣的蒋介石、蒋经国父子及国民党高官交好。1942年调至交通部驿运管理处任处长，主持四川到新疆驿道修建。1943年，发起成立中国市政工程学会，提议讨论战后重建的城市规划问题。抗战胜利后，1945年10月再任北平市工务局局长，1947年参与创建北平市都市计划委员会。
1947年国大选举因目睹国民党贿选，于次年发表《猪型市政与牛型市政》触怒当局，与当局日益疏远。1948年11月，傅作义责令其修建机场和城防工事，要求其拆除民房、搜刮民财以资军用，愤而辞职前往上海，在上海翻译出版《雅典宪章》。1949年10月起，任山东大学土木系教授。1952年调入青岛工学院，兼任校建筑材料实验室主任。1956年院系调整调入西安建筑工程学院，参与创建卫生工程系。1951年三反五反中因曾在旧政权任职受到思想改造，1953年一度自杀未遂，1957年整风运动中受到政治迫害，1958年送往铜川劳动教养，1959年3月16日辞世。文革结束后恢复名誉。